# Ermitage (bairro)
Ermitage é um bairro de Teresópolis, cidade localizada no interior do estado do Rio de Janeiro.

## Demografia
De acordo com o Instituto Brasileiro de Geografia e Estatística (IBGE), sua população no ano de 2010 era de 1 589 habitantes, sendo 848 mulheres (53.4%) e 741 homens (46.6%), possuindo um total de 740 domicílios.[carece de fontes?]
Localizado na região central da cidade, é reconhecido por sediar um considerável número de igrejas, além de ser a sede da Viação Dedo de Deus, do Hospital da Beneficência Portuguesa de Teresópolis e do Clube do Várzea. Sua principal via de acesso é a Rua Manoel José Lebrão.[carece de fontes?]
Em seu principal ponto turístico natural, a Pedra da Ermitage—com 1,495 metros de altitude— é possível avistar a maioria dos bairros da cidade. Porém, a trilha pra subir ao cume localiza-se no bairro da Quinta Lebrão.[carece de fontes?]

## Fazenda Ermitage
A Prefeitura de Teresópolis junto com o Governo do Estado está construindo um condomínio social onde antes era localizada a "Fazenda Ermitage", para os desabrigados da tragédia no início de Janeiro de 2011.

## Castelinho
Castelinho é um sub-bairro, onde encontra-se a maior parte da população de classe baixa da Ermitage.[carece de fontes?] Sua principal rua é a Álvaro Paná, que dá acesso à BR 116 e ao Cemitério da cidade.[carece de fontes?] Este nome vem de uma casa grande em estilo clássico que pode ser vista da parte plana baixa do bairro,a antiga moradia de Manoel José Lebrão.[carece de fontes?]